# Jeremiah White
Jeremiah Jackson White (ur. 3 kwietnia 1982 w Waszyngtonie) – amerykański piłkarz występujący na pozycji pomocnika lub napastnika, reprezentant USA.